# Колледж Эмерсон
Колледж Эмерсон (англ. Emerson College) — частный университет, расположенный в центре города Бостон, штат Массачусетс. Основан в 1880 году Чарльзом Уэсли Эмерсоном как «школа ораторского искусства и только как всеобъемлющий колледж, посвященный исключительно преподаванию коммуникации и искусства в гуманитарном контексте». Предлагает программы обучения в области искусств и коммуникаций; колледж аккредитован Ассоциацией школ и колледжей Новой Англии. Расположенный в Бостоне на Washington Street Theatre District на краю парка «Бостон-Коммон», колледж также имеет кампусы в Лос-Анджелесе и городе Велл, Нидерланды.
Колледж Эмерсон был назван победителем Агентством по охране окружающей среды среди колледжей и университетов в номинации Green Power Challenge на конференции Great Northeast Athletic Conference, которая проходила в 2012-13 годы.

## История
Чарльз Уэсли Эмерсон основал Бостонскую консерваторию ораторского и драматического искусства в 1880 году, через год после закрытия школы ораторского искусства Бостонским университетом. Занятия проходили в Пембертон-Сквере в Бостоне. В первом наборе обучались десять студентов. В следующем году консерватория изменила своё название на Monroe Conservatory of Oratory (консерватория Монро ораторского искусства), в честь профессора «Школы ораторского искусства» Льюиса Б. Монро, преподавателя Чарльза Эмерсона в Бостонском университете. В 1890 году его название вновь изменено на Emerson College of Oratory (Колледж Эмерсон ораторского искусства), а затем был сокращен до Emerson College в 1939 году.